# Шнайдер, Курт (кёрлингист)
Курт Шна́йдер (нем. Kurt Schneider) — швейцарский кёрлингист.
В составе мужской сборной Швейцарии участник двух чемпионатов мира (лучший результат — пятое место в 1969). Чемпион Швейцарии среди мужчин.
Играл на позиции первого.

## Достижения
- Чемпионат Швейцарии по кёрлингу среди мужчин: золото (1978).

## Команды
| Сезон   | Четвёртый    | Третий          | Второй           | Первый       | Турниры                      |
| ------- | ------------ | --------------- | ---------------- | ------------ | ---------------------------- |
| 1968—69 | Хайнц Бётлер | Марио Беттозини | Жан-Пьер Мюлеман | Курт Шнайдер | ЧМ 1969 (5 место)            |
| 1977—78 | Фред Кольо   | Роланд Шнайдер  | Рене Кольо       | Курт Шнайдер | ЧШМ 1978 · ЧМ 1978 (7 место) |

(скипы выделены полужирным шрифтом)